# Spišský Štvrtok
Spišský Štvrtok (em húngaro: Csütörtökhely; alemão: Donnersmarkt) é um município da Eslováquia, situado no distrito de Levoča, na região de Prešov. Tem 14,24 km² de área e sua população em 2018 foi estimada em 2.511 habitantes.

## Demografia
| Ano:        | 1994 | 2004   | 2014   | 2024   |
| ----------- | ---- | ------ | ------ | ------ |
| Broj ljudi: | 2224 | 2339   | 2453   | 2612   |
| Razlika:    |      | +5,17% | +4,87% | +6,48% |

| Ano:               | 2023 | 2024   |
| ------------------ | ---- | ------ |
| Número de pessoas: | 2584 | 2612   |
| Diferença:         |      | +1,08% |